# Styringomyia matileana
Styringomyia matileana är en tvåvingeart som beskrevs av Alexander 1979. Styringomyia matileana ingår i släktet Styringomyia och familjen småharkrankar.
Artens utbredningsområde är Komorerna. Inga underarter finns listade i Catalogue of Life.